# Nudo de ocho

Nudo de ocho

El nudo de ocho o en ocho, lasca o doble nudo (en inglés overhand knot o figure-of-eight knot) es un nudo de tope, el más empleado para rematar la punta de un cabo evitando que se deshaga. Marinos y navegantes lo usan además para evitar que los cabos de la jarcia de labor se pasen de las poleas, cáncamos u ollaos. Tiene una gran ventaja sobre el medio nudo, y es que, aunque sufra tensión, se aflojará con facilidad. 
Su apariencia entrelazada ha sido vista como un símbolo de afectos cruzados. En heráldica tiene el significado de amor leal, mostrándose en diferentes escudos, y es de aquí de donde provienen sus diferentes nombres. Se conoce también con los nombres de nudo Flemish o Savoy. 

## Realización del nudo de ocho
Se realiza en el extremo del cabo, pasando el chicote por debajo del firme, y de nuevo el chicote por el bucle que se ha formado. No es preciso azocar mucho el nudo, pero al hacerlo sí se debe vigilar que la extremidad del chicote sobresalga algo del nudo, para poder tener una extremidad con la que agarrar el cabo si el nudo se encaja en una polea.

### Nudo de ocho doble

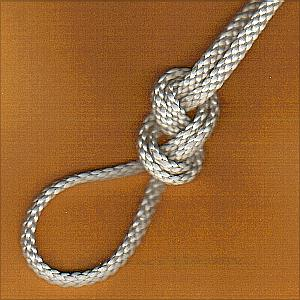
Nudo de ocho doble

Derivado del anterior, consiste en hacer lo mismo pero con un cabo doblado sobre sí mismo.